# John Smith Flett

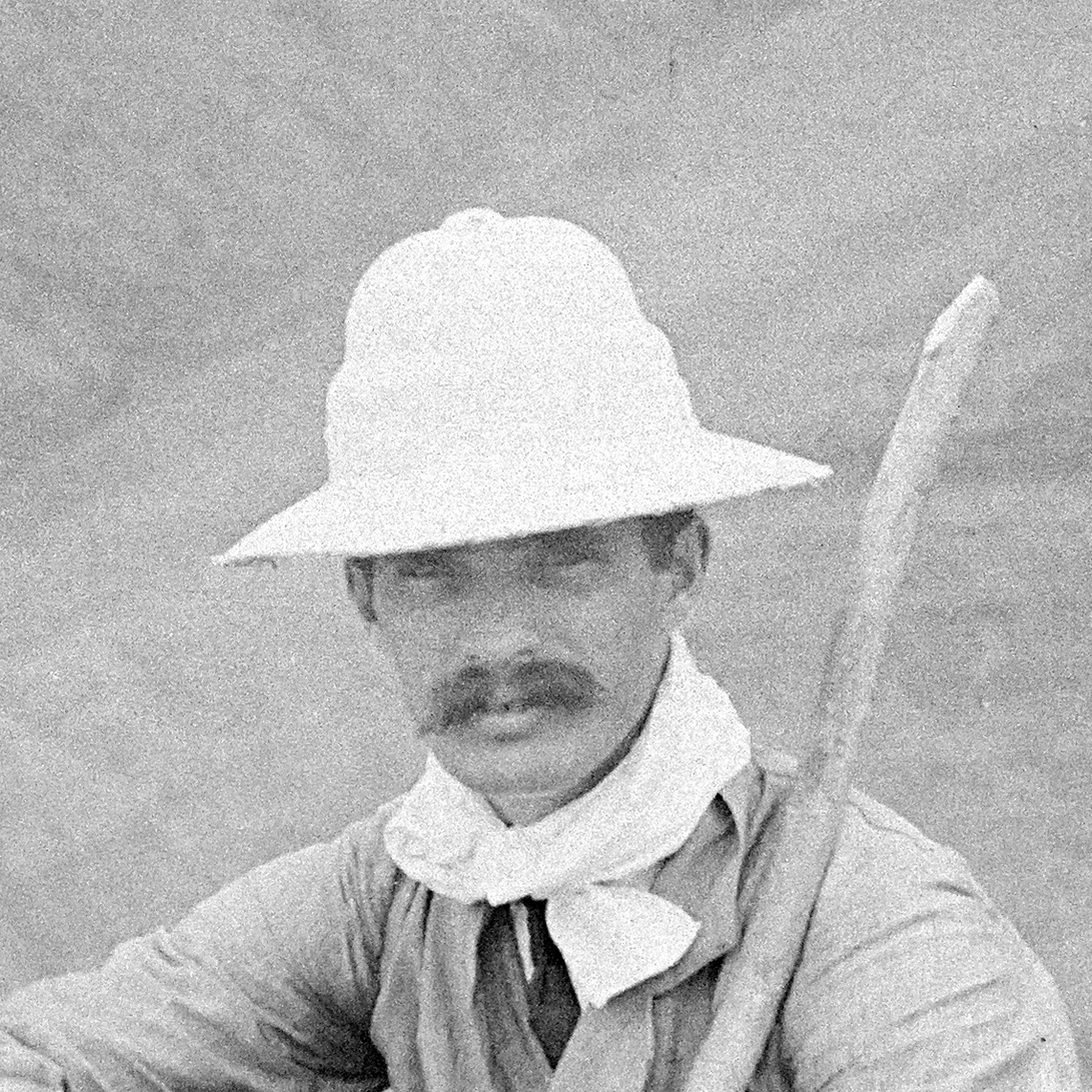
John Smith Flett

Sir John Smith Flett  (* 26. Juni 1869 in Kirkwall, Orkney; † 26. Januar 1947 in Ashdon, Essex) war ein britischer Geologe.

## Leben
Er studierte Naturwissenschaften an der Universität Edinburgh mit dem Master- (M.A.) und Bachelor-Abschluss (B. Sc.) 1892 und anschließend Medizin mit dem Bachelor of Medicine (B.M.) und Master of Surgery (C.M.) Abschluss 1894. Er praktizierte kurz als Mediziner, wandte sich aber (da er zunehmend ertaubte) 1895 der Geologie zu als Assistent von James Geikie (1839–1915) an der Universität Edinburgh. Er wurde Lecturer in Petrologie und unterrichtete Geologie auch an anderen Institutionen in Edinburgh wie der School of Forestry und dem Heriot Watt College. Er untersuchte den Old Red Sandstone von Orkney und dessen vulkanische Intrusionen, wofür er 1909 einen D. Sc. der Universität Edinburgh erhielt. 1901 wurde er Petrograph des Geological Survey. 1911 wurde er Assistent des Direktors des Geological Survey von Schottland. Er war ab 1920 fünfzehn Jahre lang Direktor des Geological Survey, dessen Umzug von Piccadilly nach South Kensington ins neu eröffnete Geologische Museum er 1935 organisierte. Im selben Jahr ging er in den Ruhestand.
Als Petrograph trug er zu 30 Memoirs des Geological Survey bei, besonders für die Bereiche Schottland und Südwestengland. Er schrieb auch eine Geschichte des Geological Survey.
Er war seit 1913 Fellow der Royal Society und seit 1900 der Royal Society of Edinburgh. 1935 erhielt er die Wollaston-Medaille der Geological Society of London. 1917 erhielt er die Bolitho Medal der Geographical Society of Cornwall. 1918 erhielt er einen OBE und 1925 KBE.
Mit Tempest Anderson (1846–1913) untersuchte er die vulkanischen Gesteine der Vulkane Montagne Pelée und Soufrière (Guadeloupe) in der Karibik.
Er war mit Mary Jane Meason verheiratet, deren Schwester mit Flett´s Nachfolger als Direktor des Geological Survey, Edward B. Bailey (1881–1965) verheiratet war. Flett hatte zwei Söhne und zwei Töchter.
Seit 1972 tragen die Flett Crags seinen Namen, Felsvorsprünge in der Shackleton Range im ostantarktischen Coatsland.

## Schriften
- mit J. B. Hill: Geology of the Lizard and Meneage, H. M. Stationery Office, 2. Auflage 1946
- mit Marion Newbigin: James Geikie, the man and the geologist, Edinburgh 1917
- The first hundred years of the Geological survey of Great Britain, London, H. M. Stationery Office 1937